# Glory Leppänen

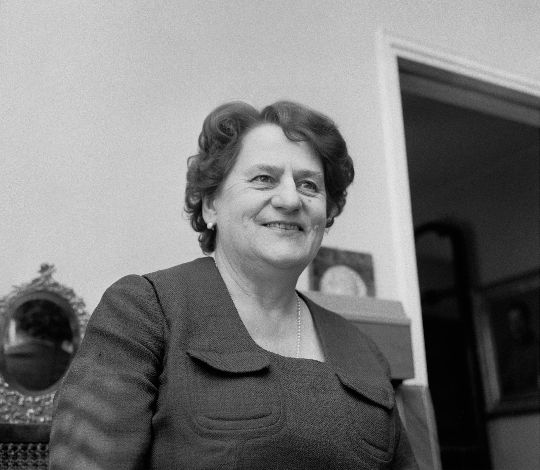
Glory Leppänen år 1965.

Glory Leppänen, född Renvall 28 november 1901 i Paris, död 26 oktober 1979 i Helsingfors, var en finländsk skådespelare, teaterchef och teaterregissör.

## Biografi
Leppänen föddes i en kulturengagerad familj i Paris, och studerade efter flytten till Finland i Helsingfors. Hon sökte sig snart till teatern och började studera vid teaterskolan 1920. Hon verkade vid Finlands nationalteater 1922–1936. År 1922 filmdebuterade Leppänen i Anna-Liisa. Hon gifte sig med skådespelaren Aarne Leppänen 1924.  
1933 begav sig Leppänen till Wien för att studera regi och engagerades som skådespelare och regissör vid nationalteatern. Detta ledde till att Leppänen blev Finlands första kvinnliga regissör – en annan tidig kvinnlig regissör var Mia Backman. 1936 övergick Leppänen till att bli chef för Åbos teater och blev två år senare ledare för Viborgs stadsteater. Leppänen verkade som chef för Björneborgs teater 1940–1943 och övergick under fortsättningskriget till teatern i Tammerfors.
1949 blev Leppänen ledare för nationalteatern och tilldelades Pro Finlandia-medaljen 1951. 1954 tilldelades hon även ett stipendium av Finlands Akademi, för vilket hon gjorde tre utlandsresor.

## Filmografi

### Skådespelare
- Anna-Liisa, 1922
- Runoilija muuttaa, 1927
- Rovastin häämatkat, 1931

### Regissör
- Onnenpotku, 1936

### Manusförfattare
- Aivasteleva aviomies, 1965 (översättning)[4]